# Stanična ploča
Stanična ploča je pojava u staničnoj biologiji koja se javlja kod biljnih stanica (osim nekih alga) u drugoj fazi stanične diobe citokinezi. U ovoj se fazi dijeli cijela stanica. Diobena brazda je uvlačenje na staničnoj površini.
Zbog čvrste celulozne stijenke kod biljnih stanica nema ubora (žlijeba) koji se javlja kod životinjskih stanica, nego se javlja bačvasto tijelo u ekvatorskoj ravnini koje nazivamo fragmoplast. U tom se tijelu nalaze brojne Golgijeve vezikule koje sadrže sastojke potrebne za izgradnju stanične stijenke.
Stanične ploče su strukture koje se stvaraju kod bilnih stanica. Stanična ploča raste između identičnih sastavnica stanice koja se dijeli, djelujući kao djelitelj koji sadrži sastavne elemente i postaje čvrsta stanična stijenka koja štiti unutrašnjost. Ovo služi za odvojiti dvije nove stanice i zapečatiti područje koje bi se moglo otvoriti kako se stanica dijeli.

## Mehanizam
Premda se mnogo zna o staničnoj diobi, mehanizam diobene brazde nije shvaćen u potpunosti. Životinjske stanice ne prolaze citokinezu baš na ovaj način, premda tijek dvaju događaja nije sasvim različit. 
Kod biljnih stanica, izlučevine Golgijeva vezikula tvore staničnu ploču ili septum na ekvatorskoj ravnini stanične stijenke djelovanjem mikrocjevčica iz fragmoplasta.
Fragmoplast je, kao i diobena brazda kod životinjskih stanica, složena struktura građena od mikrocjevčica i mikrofilamenata koji pomažu konačno odvajanje stanica u dvije identične stanice-kćeri.
Procesom dostava vezikula izvedenih iz Golgijeva aparata i endosomskih vezikula koje nose sastavnice stanične stijenke i stanične membrane do ploče stanične diobe i posljedične fuzije vezikula unutar ove ploče. Nakon što se oblikuje rana mreža tubulo-vezikula u staničnom središtu, inicijalno labilna stanična ploča konsolidira se u tubularnu mrežu i u fenestriranu površinu. Stanična ploča raste prema van iz središta stanice ka roditeljskoj plazmenoj membrani s kojom će se spojiti i tako dovršiti staničnu diobu. Tvorba i rast stanične ploče ovisi o fragmoplastu, koji je nužan radi ispravnog ciljanja vezikula izvedenih iz Golgijeva aparata na staničnu ploču. 
Kako stanična ploča sazrijeva u središnjem dijelu stanice, fragmoplast se rastavlja u ovom dijelu a novi elementi dolaze s vanjske strane. Proces vodi ka postojanom širenju fragmoplasta i konkomitantno, neprekidnom reciljanju vezikula deriviranih iz Golgijeva aparata ka rastućem rubu stanične ploče. Jednom kad stanična ploča dosegne i spoji se s plazmenom membranom, fragmoplast nestaje. Ovime se ne samo završava odvajanje dviju stanica kćeriju, nego također inicira niz biokemijskih modificiranja koje transformiraju staničnu ploču iz fleksibilne stanične stijenke bogate kalozom u tvrdu staničnu stijenku bogatu celulozom.
Stvaranje stanične ploče mnogo ovisi o aktivnim Golgijevim snopovima objašnjava zašto biljne stanice za razliku od sisavačkih ne rastavljaju svoj mehanizam za izlučivanje tijekom stanične diobe.